# Зелленбюрен
Зелленбюрен (нем. Sellenbüren) — населённый пункт в Швейцарии, в кантоне Цюрих. 
Входит в состав округа Аффольтерн. Находится в составе коммуны Шталликон. 